# Universiteit van Connecticut
De Universiteit van Connecticut (UConn) is een openbare onderzoeksuniversiteit in de Amerikaanse staat Connecticut. Het werd opgericht in 1881 en wordt gezien als een van de public ivy's. UConn heeft meer dan 28.000 studenten op zijn 6 campussen, waarvan bijna 8000 masterstudenten in verschillende richtingen.
UConns voornaamste campus is in Storrs, Mansfield. De rector van de universiteit is Susan Herbst, die in 2010 benoemd werd nadat Michael Hogan, een vermaarde historicus en voormalige rector van de Universiteit van Iowa, ontslag nam en rector werd van de Universiteit van Illinois.